# Трэпп, Уил
Уи́льям «Уил» Алекзэ́ндер Трэпп (англ. William Alexander "Wil" Trapp; 15 января 1993, Гаханна, Огайо, США) — американский футболист, полузащитник клуба «Миннесота Юнайтед» и сборной США.

## Клубная карьера

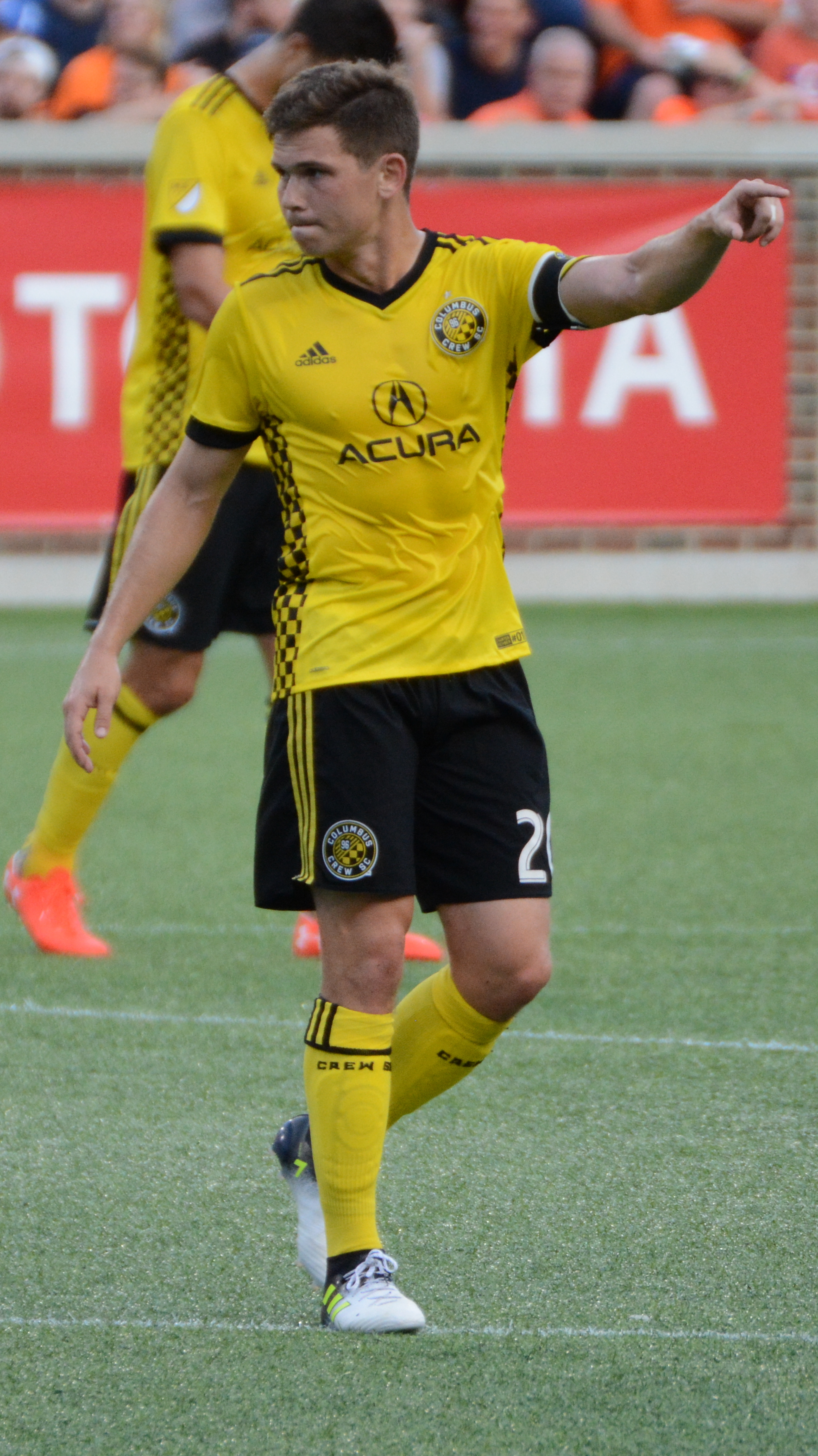
Трэпп в составе «Коламбус Крю» (2017)

Уил — воспитанник академии футбольного клуба «Коламбус Крю». В 2011—2012 годах он выступал за футбольную команду Акронского университета. 13 декабря 2012 года руководство «Крю» подписало профессиональный контракт с Трэппом, включив его в заявку на сезон как доморощенного игрока. 7 июля 2013 года в матче против «Портленд Тимберс» он дебютировал в MLS. Был признан лучшим молодым футболистом в США 2013 года. 13 сентября 2014 года в поединке против «Хьюстон Динамо» Уил забил свой первый гол за «Крю». Трэпп был отобран для участия в Матче всех звёзд MLS 2016, где звёздам лиги противостоял английский «Арсенал». 14 марта 2017 года он продлил контракт с «Крю» до конца сезона 2020.
31 января 2020 года Трэпп был обменян в клуб-новичок MLS «Интер Майами» на $100 тыс. в общих распределительных средствах и место иностранного игрока с возможной доплатой дополнительных $200 тыс. в зависимости от достижения определённых показателей. 1 марта он участвовал в дебютном матче клуба в лиге, где «Интер Майами» встретился с «Лос-Анджелесом». По окончании сезона 2020 контракт Трэппа с «Интер Майами» истёк.
5 января 2021 года Трэпп на правах свободного агента присоединился к «Миннесоте Юнайтед». За «гагар» он дебютировал 16 апреля в матче стартового тура сезона 2021 против «Сиэтл Саундерс».

## Международная карьера
В 2012 году Трэпп дебютировал за молодёжную сборную США. В 2013 году он принял участие в молодёжном чемпионате КОНКАКАФ, где помог команде добраться до финала. На турнире он сыграл в матчах против команд Канады, Гаити, Кубы, Коста-Рики и Мексики. В полуфинале против канадцев Уил забил свой первый гол за молодёжную команду. Трэпп был включён в символическую сборную турнира.
В том же году Трэпп в составе молодёжной сборной США выступал на молодёжном чемпионате мира в Турции. На турнире он принял участие в матчах против команд Испании, Ганы и Франции. В 2013 году Уил также представлял США на Турнире в Тулоне.
28 января 2015 года в товарищеском матче против сборной Чили Трэпп дебютировал за сборную США, заменив во втором тайме Микса Дискеруда.
Трэпп был включён в состав сборной США на Золотой кубок КОНКАКАФ 2019.

## Личная жизнь
Трэпп имеет греческие корни от деда по материнской линии, что позволило ему получить в мае 2018 года гражданство Греции.

## Достижения
Индивидуальные
- Молодой футболист года в США: 2013[6]
- Член символической сборной молодёжного чемпионата КОНКАКАФ: 2013[24]
- Участник Матча всех звёзд MLS: 2016[8]